# 魏大銘
魏大銘（1907年—1998年），中華民國軍統局主要將領，少將軍銜。

## 生平
受到戴笠將軍的重用賞識，擔任军统局第四处处长。1940年，接替温毓庆，擔任技术研究室代理主任，后被蔣介石調離，由毛慶祥代理。他對日抗戰貢獻良多。1949年隨中華民國政府播遷臺灣，擔任中華民國國防部技术实验室主任，是政治行动委员会委员，期間破獲汪声和夫婦電臺，切斷蘇聯調查臺灣的線索。